# Svinka obecná
Svinka obecná (Armadillidium vulgare) je suchozemský korýš z kmene členovců. Patří do rodu svinka z řádu stejnonožců.
Vyskytuje se hlavně v Evropě. Jedná se o nejvíce prozkoumaný suchozemský druh řádu stejnonožci.

## Popis
Může dosahovat délky 18 mm, při ohrožení se umí svinout do kuličky, což jí dává název svinka. Často bývá zaměňována se svinulí vroubenou či zástupci rodu stínka.

## Výskyt
Pochází z Evropy a zde je také nejhojnější, zejména v oblasti Středomoří.
Sdílí obdobnou ekologickou niku jako stínka zední či stínka obecná, avšak je tolerantnější k suchu.
Byla zavlečena na mnoho míst v Severní Americe, kde hustota populace může dosahovat až 10 000 jedinců na metr čtvereční. Je jedním z nejhojnějších druhů bezobratlých v kalifornských pastvinách.

## Potravní vztahy
Živí se rozkládající se rostlinnou hmotou, lišejníky a řasami.
Často bývá kořistí pavouků z rodu šestiočka, respektive celosvětově rozšířeného druhu šestiočka velká (Dysdera crocata).

## Galerie

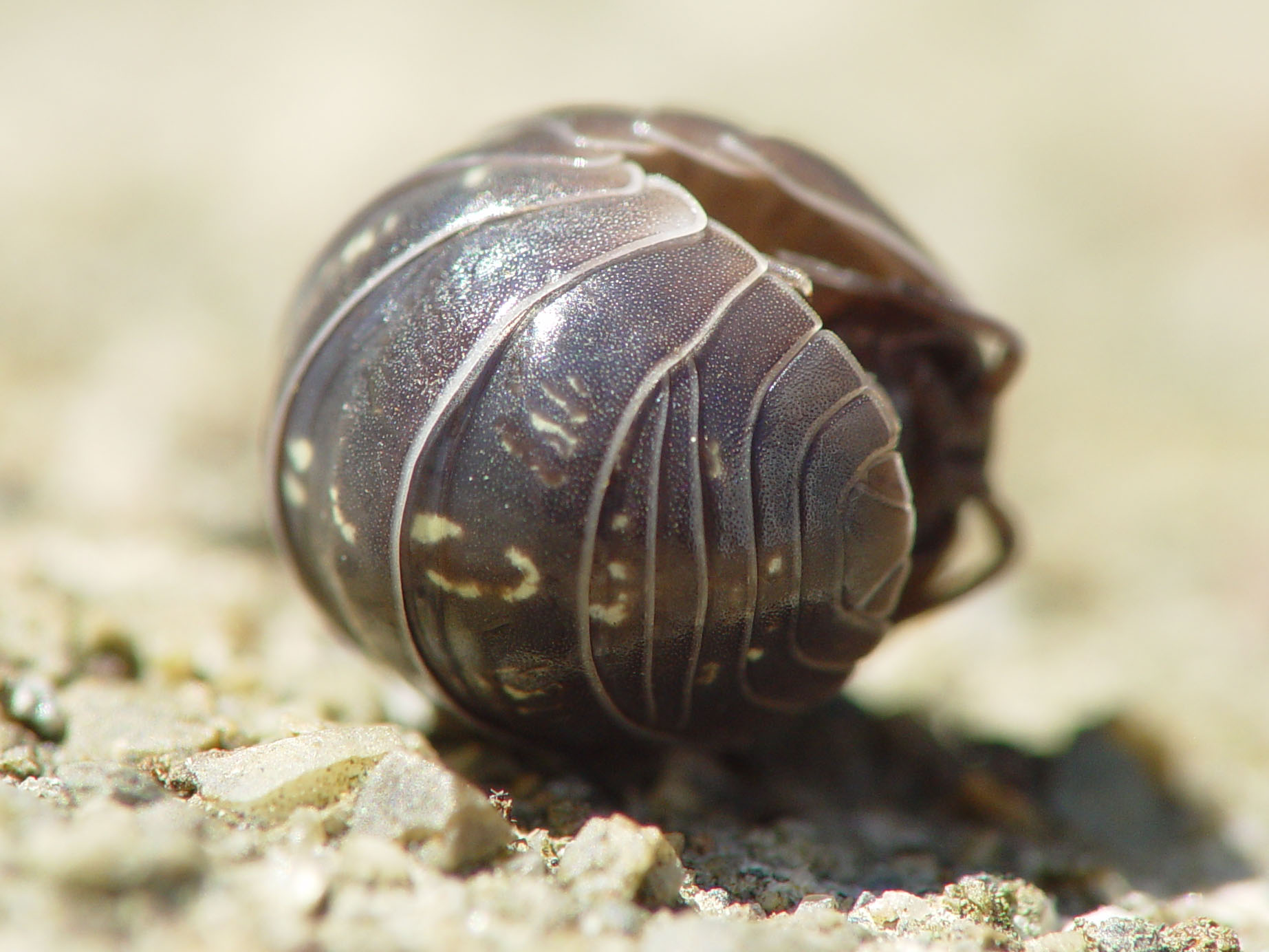
Svinka obecná, která se začíná rozvinovat z obranné pozice
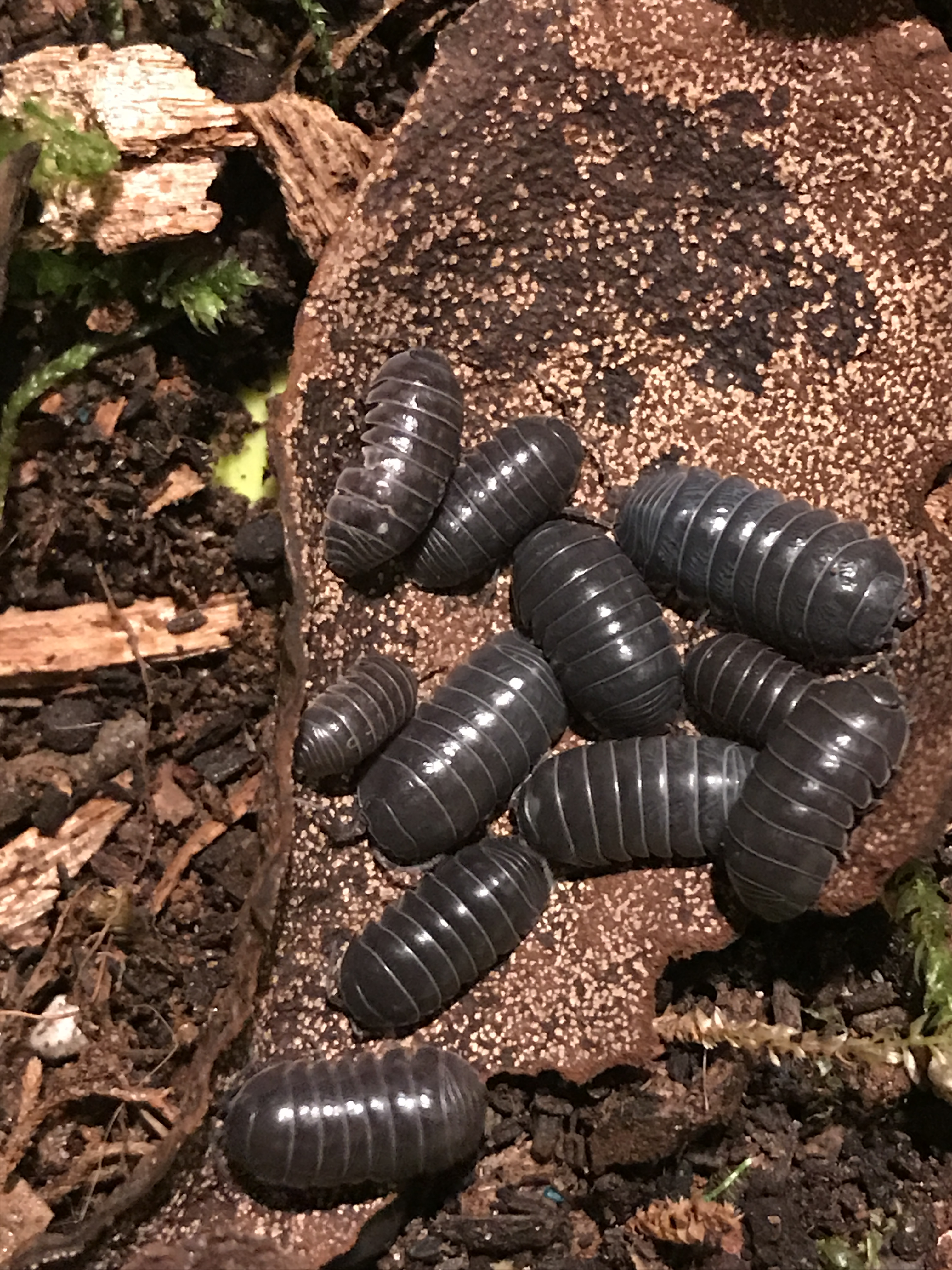
Dospělci druhu svinka obecná
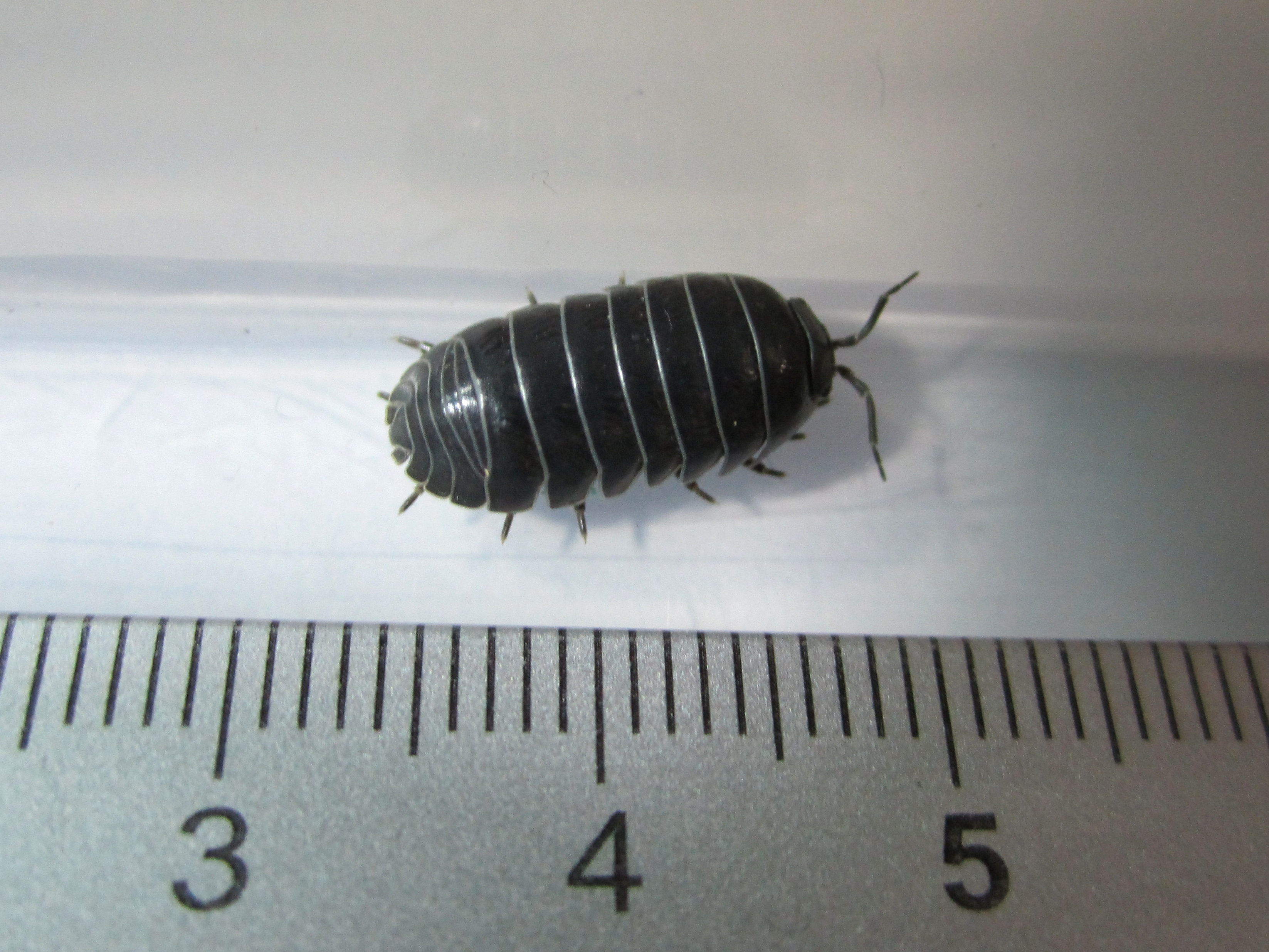
Svinka obecná vedle pravítka